# Jeff Wrana
Jeffrey L. Wrana (* in Scarborough (Toronto), Kanada) ist ein Forscher aus Kanada, der sich auf Krebsforschung spezialisiert hat. Er bekleidet die Position des CIBC Breast Cancer Research Scientist und des Mary Janigan Research Chair in Molecular Cancer Therapeutic am Mount Sinai Hospital und der University of Toronto (U of T). Aufgrund seiner Leistungen am Forschungslehrstuhl für Medizinische Genetik und Mikrobiologie an der U of T wurde Wrana zum Fellow der Royal Society of Canada ernannt.

## Leben

### Forschungskarriere
Wrana wurde in Scarborough (Toronto), Kanada, geboren. Er erwarb seinen Bachelor of Science im Jahr 1984 am University College in Toronto und promovierte 1991 an der University of Toronto (U of T). Nach seiner Promotion absolvierte Wrana von 1990 bis 1995 seine Postdoktorandenausbildung am Memorial Sloan Kettering Cancer Center. Während dieser Zeit schrieb er eine bahnbrechende Arbeit, in der er erklärte, wie ein Signalmolekül bei Krebserkrankungen mit anderen Zellen kommunizieren könnte.

### Krebsforschung
Wrana nahm nach seinem Postdoc-Stipendium eine Forschungsposition am Mount Sinai Hospital in Toronto an. Dort arbeitete er mit Liliana Attisan zusammen und entdeckte, dass die Mutation des SMAD2-Gens für einige Formen von Dickdarmkrebs verantwortlich ist. Als er eine Professur an seiner Alma Mater annahm, konzentrierte er sich auf die Transforming Growth Factor beta (TGFß-)-Familie von Zellsignalproteinen. In seinem Labor half er dabei, die Komponenten des TGFß-Signalwegs zu definieren und zu bestimmen, wie seine Rezeptoren von Zellen internalisiert werden. Währenddessen arbeitete er auch weiterhin als internationale Forschungsstipendiat des Howard Hughes Medical Institute.
Wranas Bemühungen wurden im Jahr 2005 vom Memorial Sloan-Kettering Cancer Center mit dem Paul Marks Prize for Cancer Research ausgezeichnet, und er erhielt einen siebenjährigen kanadischen Tier-1-Forschungslehrstuhl (CRC) für Medizinische Genetik und Mikrobiologie an der U of T. In seinem ersten Jahr als CRC wurde er zum Fellow der Division of Life Sciences der Royal Society of Canada gewählt.
Im Jahr 2009 entwickelte Wrana zusammen mit seinem Kollegen Ian Taylor Dynamic Network Modularity (Dynemo), ein biologisches Modell, das Ärzten helfen könnte, vorherzusagen, ob eine Frau mit größerer Wahrscheinlichkeit Brustkrebs überleben und sich davon erholen wird. Seine Bemühungen wurden mit dem Premier's 2010 Summit Award for Medical Research anerkannt. Später arbeitete er mit Andras Nagy am Mount Sinai Hospital an einem neuen Stammzellenprojekt zusammen und entdeckte Möglichkeiten, die Effizienz der Stammzellenerzeugung für die Geweberegeneration zu verbessern.
Im Jahr 2015 wurde Wrana zur ersten CIBC-Wissenschaftler in der Brustkrebsforschung am Lunenfeld-Tanenbaum Research Institute ernannt. Dort entdeckte er gemeinsam mit seinem Postdoktoranden einen neuen Zelltyp in der Darmschleimhaut, den sie „Revival-Stammzelle“ nannten, die für die Bildung neuer adulter Stammzellen verantwortlich ist, wenn die Darmschleimhaut beschädigt ist. Für seine Beiträge zur Biologie, menschlicher Krankheiten und ihrer Behandlung wurde er mit der McLaughlin-Medaille 2018 der Royal Society of Canada ausgezeichnet.
Während der COVID-19-Pandemie nutzte Wrana sein Labor und seine Ressourcen, um bei der Analyse Tausender von Corona-Tests in ganz Ontario zu helfen. Im August 2020 nutzte sein Forschungsteam die Robotikplattform, um Tausende von positiven Proben auf Varianten zu screenen, indem Fingerabdruckregionen des viralen Genoms schnell sequenziert wurden, um nach Schlüsselmutationen zu suchen. Im folgenden Jahr war er Co-Ermittler in einem Projekt, das darauf abzielte, 10.000 COVID-19-Tests auf einmal durch C19-SPAR-Seq zu analysieren.